# Рожков
Рожков (Ceratonia siliqua) е вечнозелено растение от семейство Бобови, характерно за Средиземноморието. Отглежда се заради ядливите си шушулки, които били важен източник на захар в миналото, преди захарното цвекло и захарната тръстика да получат своето разпространение.

## Особености
Рожковът е вечнозелено храстовидно дърво, разпространено в Средиземноморския регион. Расте добре в топъл, умерен климат и в субтропически климат, като понася добре горещи и влажни крайбрежни зони. Устойчиво е на суша.
Рожковът е типична култура за южните части на Португалия, Испания и италианските острови Сицилия и Сардиния, а също и Кипър. Отглежда се заради ядивните му семенни шушулки. Дървото започва да ражда плодове (рожковените шушулки) след 6-ата година. Когато достигне 12-годишна възраст, то лесно може да даде 50 kg плод на година. Колкото повече старее дървото (дори в течение на 100 години), добивът от него се увеличава – до 100 – 120 kg.

## Състав
Също съдържа витамин A, витамин B1, витамин B2, калций, магнезий, калий и микроелементите желязо, мед, никел, манган и хром.

## Приложения

### Храна
Рожковът е бил популярен подсладител. Неговите шушулки са били най-големият източник на захари, преди захарната тръстика и захарното цвекло да се разпространят повсеместно. Сушен плод се яде традиционно на еврейския празник Ту Би Шват. Напитки от рожковен сок се пият традиционно на ислямския празник Рамадан (Рамазан). Рожков на прах или парченца се използват също както съставка, заместител на шоколада, за сладкиши и торти.

### Медицина
Рожковият плод е богат на иноситол, който влияе позитивно на хора с инсулинова резистентност и поликистозни яйчници. Рожковът има терапевтичен ефект при диария и помага при гадене, повръщане и стомашно разстройство.

### Теглилки
Поради своята еднаквост, семената на рожкова (бобчетата) в миналото се използвали като единица за тегло – карат.

### Музика
Изсушените неотворени шушулки могат да се ползват и за музикален перкусионен инструмент, подобен на маракасите, като звукът се произвежда от бобчетата във вътрешността им при разтърсване.

### Други
Семената (плодовете) на рожкова в наши дни се използва в козметиката, за обработката на тютюн и производството на хартия.